# Хемсут
Хемсут — богиня долі та захисту в давньоєгипетській міфології. Вона була пов'язана з Ка. Її зображували з головним убором, який складається з щита з двома схрещеними стрілами. Таке зображення корони присутнє на гербі 5-го нома Нижнього Єгипту Саїса.